# Villogorgia fruticosa
Villogorgia fruticosa is een zachte koraalsoort uit de familie Plexauridae. De koraalsoort komt uit het geslacht Villogorgia. Villogorgia fruticosa werd voor het eerst wetenschappelijk beschreven door Germanos. 